# Micro-fragmentation du sommeil
La micro-fragmentation du sommeil est la reproduction pendant la nuit de nombreux micro-réveils.
Le syndrome d'apnée du sommeil (SAOS) entraîne une importante micro-fragmentation. En effet, chaque reprise ventilatoire au décours d'une apnée du sommeil nécessite un allègement du sommeil ou la survenue d'un micro éveil. Elles causent une désorganisation très importante du sommeil. L'index d'efficacité du sommeil est nettement diminué. On constate une augmentation de l'éveil intra-sommeil aux dépens de la durée totale du sommeil. Le sommeil en lui-même s'approfondit peu, avec une nette augmentation du sommeil lent léger (stades N1 et N2) aux dépens du sommeil lent profond (stade N3). Le sommeil paradoxal est quant à lui également diminué.
La micro-fragmentation du sommeil peut affecter l'humeur des personnes en souffrant.